# .461 Gibbs

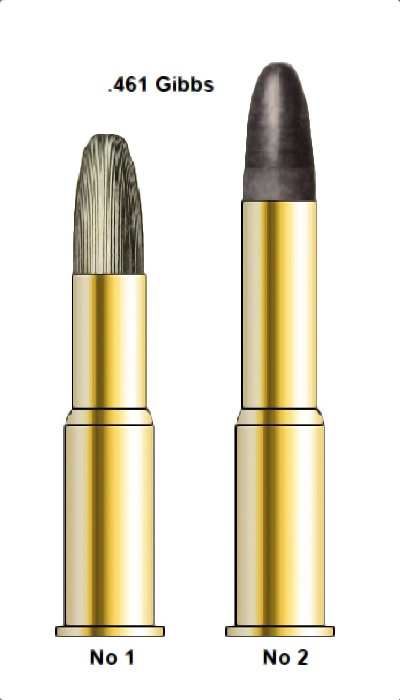

O .461 No 1 Gibbs e o .461 No 2 Gibbs são dois cartuchos de fogo central metálicos de pólvora negra de médio calibre em formato de "garrafa", já obsoletos, que foram desenvolvidos na Grã-Bretanha do século XIX.

## Projeto
O .461 No 1 Gibbs e o .461 No 2 Gibbs são cartuchos de fogo central para rifles, com aro em formato de "garrafa" projetados para uso com pólvora negra. Ambos os cartuchos foram oferecidos com dois carregamentos, quando carregados com a carga mais leve ambos eram considerados do tipo "Express".

### .461 No 1 Gibbs
O .461 No 1 Gibbs, também conhecido como .461 No 1 Gibbs 2 11⁄32 inch, na forma "Express" disparava um projétil de 360 gr (23 g) impulsionado por 90 gr (5,8 g) de pólvora negra, em seu carregamento mais forte, disparava um projétil de 540 gr (35 g) impulsionado por 75 gr (4,9 g) de pólvora.

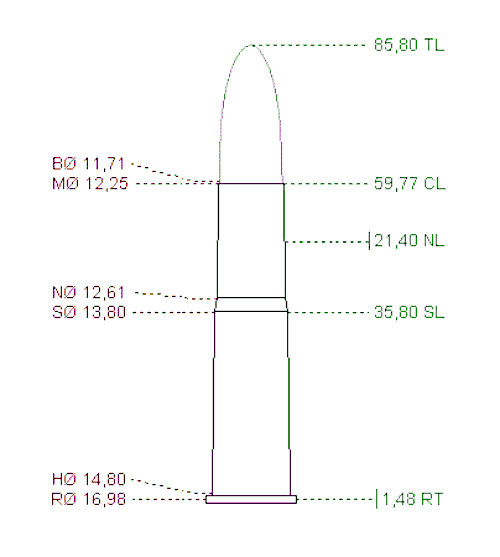

### .461 No 2 Gibbs
O .461 No 2 Gibbs, também conhecido como .461 No 2 Gibbs 2¾ inch, foi baseado no estojo do cartucho No 1 com o "pescoço" alongado. Ele disparava uma bala de 360 gr (23 g) ou 570 gr (37 g) conduzida por 90 gr de pólvora.

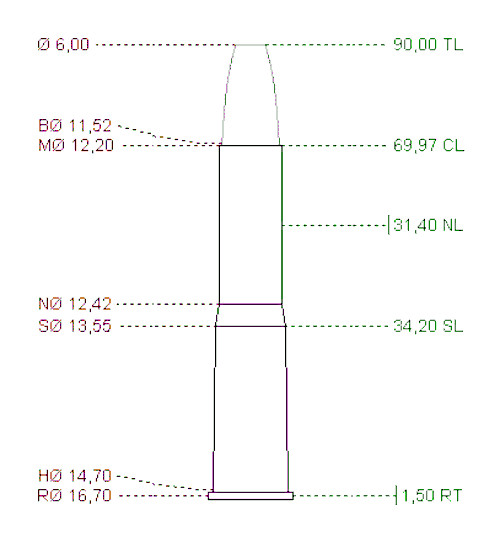

## Histórico
Ambos os cartuchos foram desenvolvidos pelo fabricante de armas de Bristol George Gibbs para uso em seus rifles de tiro único Gibbs–Farquharson–Metford construídos utilizando a ação de bloco cadente de Farquharson, embora Gibbs também tenha construído rifles duplos com canos Metford para esses cartuchos. O .461 No 1 Gibbs foi projetado por volta de 1879-1880, enquanto o .461 No 2 Gibbs foi projetado por volta de 1890.
Ambos os cartuchos foram posteriormente carregados com cargas leves de cordite sem fumaça, cuidadosamente balanceados para replicar a balística das versões originais de pólvora negra, para se tornarem o .461 No 1 Gibbs Nitro for Black e o .461 No 2 Gibbs Nitro for Black, mas diferente de outros cartuchos de pólvora semelhante à de sua época, nenhum dos dois se tornou um cartucho "Nitro Express".

## Galeria

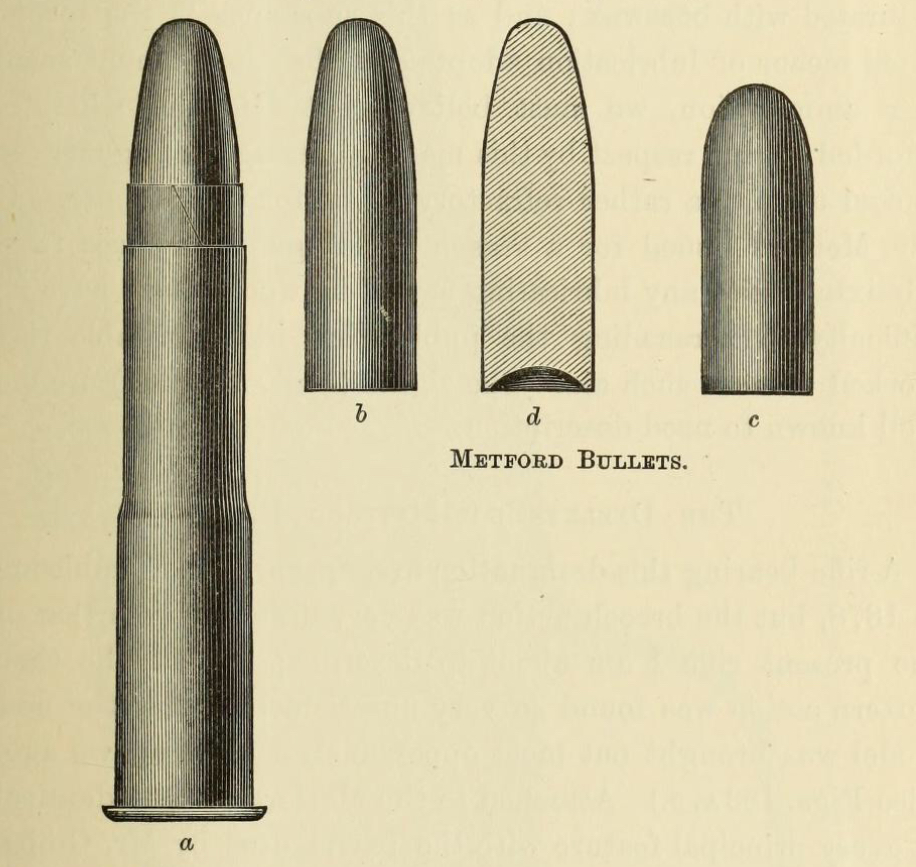
O .461 No 1 Gibbs e diferentes balas utilizadas.
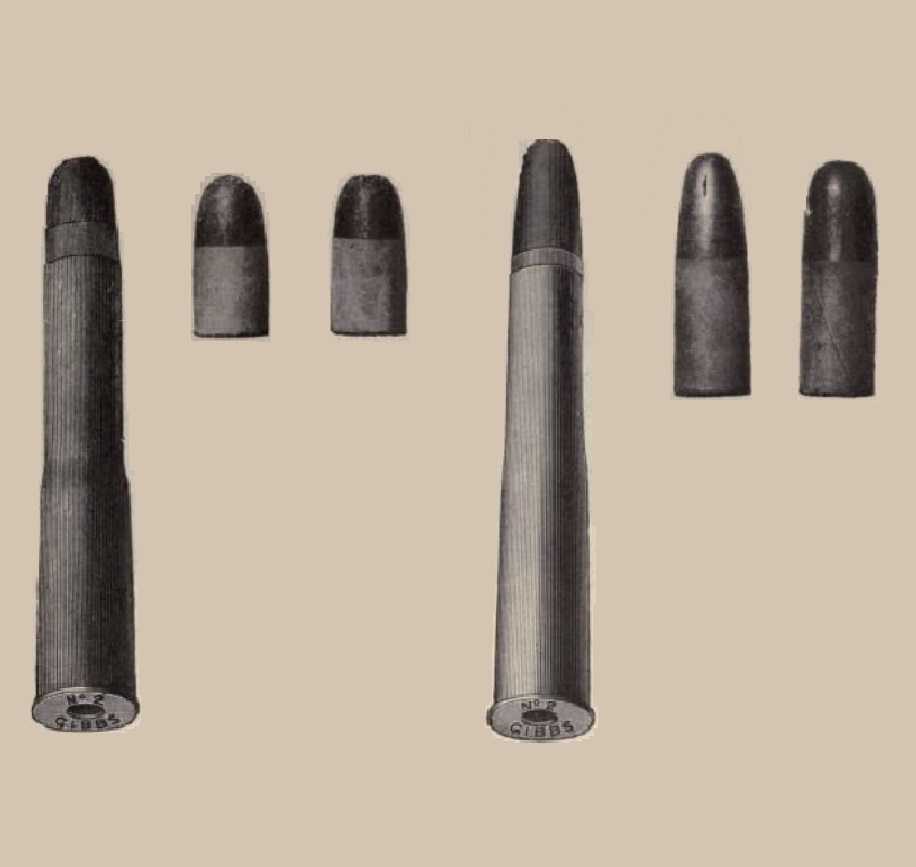
O .461 No 2 Gibbs e diferentes balas utilizadas.

## Utilização
Ambos, tanto o .461 No 1 Gibbs quanto o .461 No 2 Gibbs foram projetados como cartuchos de rifle para tiro ao alvo de longo alcance, embora ambos os cartuchos tenham ganhado popularidade como cartuchos de caça.
Frederick Selous usou um rifle Gibbs–Farquharson–Metford com câmara para o .461 No 1 Gibbs extensivamente na África. Com este rifle ele abateu elefantes, leões, girafas, búfalos, hipopótamos, rinocerontes, zebras e numerosas espécies de antílopes.
Frederick Vaughan Kirby caçou extensivamente no sul da África com vários rifles em .461 Gibbs, incluindo pelo menos um rifle Gibbs–Farquharson–Metford com câmara .461 No 1 Gibbs e um rifle duplo Gibbs–Metford com câmara para o .461 No 2 Gibbs regulado para um carregamento com bala de 570 gr (37 g). Com esses rifles ele abateu rinocerontes, búfalos, hipopótamos, leões, leopardos e vários antílopes, afirmando que o .461 Gibbs era "talvez a arma perfeita para atirar em leões como alguém pode desejar". Kirby também atirou em elefantes com esses rifles, embora os elefantes declarados só devam ser mortos com rifles de pequeno calibre em circunstâncias especiais.